# 息夫躬
息夫躬（？—前1年），字子微，西漢河內河陽（今河南省孟州市西）人。息夫躬與孔鄉侯傅晏、汝南郡太守孫寵等人交好，漢哀帝時期，因舉發東平王劉雲，獲封宜陵侯。息夫躬後因失去漢哀帝的寵信，遭免官遣回封國，元壽二年，息夫躬被人控告其心懷怨恨、詛咒漢哀帝等罪名，遭逮捕下獄，死於獄中。

## 生平

### 告發劉雲
息夫躬年輕時為博士弟子，學習《春秋》，博覽經傳註釋、百家之書。其容貌高壯亮麗，被眾人所驚異。
汉哀帝登基後，由於傅皇后的父親特進孔鄉侯傅晏與息夫躬是同鄉，兩人關係友好，息夫躬因此把傅晏的當作靠山，結交的人越來越多。起先，长安人孫寵也以善於遊說出名，在擔任汝南郡太守時被免官，他與息夫躬結交，兩人一同上書，被徵召至京師，等候詔命。當時漢哀帝剛剛即位就得了病，而有人告發中山孝王太后馮媛詛咒皇上，導致馮媛和她的弟弟宜鄉侯冯参都因此自殺，但他們所犯的罪刑並不明確。
此後有人聲稱无盐县危山上的石頭自動立了起來，原本被它阻塞的道路因而開通。息夫躬和孫寵商議說：「皇上沒有後代，身體又長期患病，關東的諸侯們圖謀爭奪皇位。現在無鹽縣有大石自動挺立，聽說那些奸臣假託往事，認為汉宣帝興起於民間時也有泰山的石頭自行立起。東平王劉雲因此和他的王后日夜祠祭詛咒皇上，企圖求得帝位。而王后的舅父伍宏反而因為懂得方術，倚靠醫術得到皇帝的寵幸，可以出入宮中。我擔心霍顯毒殺許皇后那樣的陰謀又將出現在杯勺裡，荆轲行刺始皇帝那樣的變故又將發生於帷帳中。事情的大勢如此，告發一定能成功。揭發國家的奸賊，誅殺皇上的仇人，這是獲得封侯的妙計。」於是息夫躬、孫寵就和中郎右師譚一起通過中常侍宋弘上奏告發劉雲的陰謀。
漢哀帝對此極為厭惡，把案件交給官員審問，東平王劉雲、劉雲的王后謁和伍宏等人都獲罪被殺。漢哀帝提拔孫寵為南陽郡太守，右師譚維颍川郡都尉，宋弘和息夫躬同任光祿大夫左曹給事中。當時侍中董贤深受漢哀帝寵幸，漢哀帝想封他為侯，於是下詔書說：「息夫躬、孫寵是通過董賢上奏告發，封董賢為高安侯，孫寵為方陽侯，息夫躬為宜陵侯，各給食邑一千戶。右師譚為關內侯，賜予食邑。」丞相王嘉心裡懷疑東平王的案件不實，向漢哀帝諫諍，不想封董賢等人為侯。王嘉堅持說董賢的權勢太盛，孫寵、息夫躬都陰險反覆，是奸臣，恐怕必將危害國家，不可任用，王嘉因此獲罪。

### 議論朝政
息夫躬獲得漢哀帝寵幸後，多次進見漢哀帝談論政事，議論起來無所忌諱。群臣都害怕被其彈劾，見到他都側目而視。息夫躬上書逐個抨擊公卿大臣，說：「當今的丞相王嘉剛強而急躁，不可任用。御史大夫賈延懦弱不稱職。左將軍公孙禄、司隶校尉鮑宣都外有耿直的虛名，內心實際上蠢笨不懂政事。左、右曹以下官員都才能平庸不值一提。假如突然有強弩包圍京師，長戟進犯宮闕，陛下您和誰去防禦？如果有狂妄之徒在東方叫囂，匈奴入侵渭水，邊境震動，四方風起雲湧，京師即使有精兵強將，也無人能邁出半步去抵抗敵人。軍事公文緊急繁忙，蜂擁而來，征戰文書接踵而至，無能怯弱的臣僚不明事理，不知所為。那些能夠做出決斷的臣子，只能夠服藥自殺，或拔劍自刎，即使誅滅他們全家，對於災禍、失敗的降臨又有何益處呢」。
息夫躬又說：「秦国因開鑿郑国渠而富國強兵，現在京師土地肥沃，可測量地形水源，擴大灌溉之利。」漢哀帝派息夫躬手持符节，統領三辅地區的都水官。息夫躬樹立測水標記，想要鑿通長安城，引漕運的河水流到太倉前，以節省運輸費用。朝廷大臣議論認為不可行，於是停工。

### 失寵免官
董賢受寵幸尊貴，權勢日益強盛，丁、傅兩家外戚嫉妒他受寵，孔鄉侯傅晏與息夫躬商議，想謀取輔政的職位。正逢单于應當來朝見，而單于卻派使者稱病，希望明年再入朝參見天子。息夫躬因此上奏，認為：「單于應當在十一月入塞覲見，後來以自己有病為託辭，我懷疑有別的變故。現今烏孫的兩個昆彌力量弱小，卑爰疐勢力強盛，佔據著彊煌，擁有十萬軍隊，東邊與單于交好，送兒子去當單于的侍從。如果匈奴趁著以往強大的威勢，沿著前任烏孫王烏就屠的蹤跡，起兵南侵，那是併吞烏孫的的形勢。一旦烏孫被併吞，匈奴就會更強大，而西域就危險了。可以讓投降的匈奴人假扮卑爰疐的使者，向朝廷上書說：『之所以派遣兒子去侍奉單于，並非親近、信任他，其實是因為畏懼他。希望天子哀憐，讓單于歸還我的兒子，我願意幫助戊己校尉首衛惡都奴的邊界。』接著將他的奏章下發給諸位將軍，使匈奴來的客人聽到此事。這就是所謂『最好的辦法是預知並破壞敵人的作戰計畫，其次是離間、破壞敵人的聯盟』」。
奏章呈上後，漢哀帝接見息夫躬，並召集公卿、將軍們深入討論。左將軍公孫祿認為：「中國經常以威信來安撫夷狄，息夫躬卻因為猜忌人家心存欺詐，便捏造出不守信用的計謀，不能答應他。況且匈奴仰賴先帝的恩德，保據邊塞，自稱藩國。現在單于因為有病不能朝見，派使者說明自己的情況，並沒喪失做臣子的禮節。我公孫祿敢擔保，即便到我死也不會看見匈奴成為邊境的憂患。」息夫躬指責公孫祿道：「我為國家考慮於事情初現徵兆之時，謀劃於事情將要出現之時，在事情尚未成形時便預告謀慮，替子孫萬代長遠考慮。而左將軍公孫祿卻想用他自己的年齡來擔保眼前所見到的一點東西。我與公孫祿的意見不同，無法同時討論。」漢哀帝說：「好。」於是讓群臣退去，只和息夫躬單獨商量。
息夫躬於是進言道：「往年熒惑佔據心宿的位置，太白位置高而放射光芒，又有角星被河鼓所遮蔽，按占驗之法，將發生軍事變亂。此後謠言傳遞詔籌，經過了諸多郡國，以至於天下騷動，恐怕一定會有非常的變故。可以派遣大將軍去巡視邊境的守軍，整頓武備，殺死一名太守來立威，震動四夷，據此來壓服和應對災異。」漢哀帝認為他說的有道理，於是就此詢問丞相。丞相王嘉回答說：「我聽說要用實際行動來感動百姓，而不光靠言語，用實事來回應天變，而不是虛辭。對低微卑賤的百姓，尚且不能欺騙，何況上天神明，難道可以欺騙嗎？上天顯示異兆，是為了告誡君主，想讓他醒悟，回到正道，誠心向善，百姓心里高興，就符合天意。善辯之士只看到事物的一個方面，有人就胡亂附會星象災異之說，謊稱匈奴、烏孫和西羌將要作亂，圖謀發動戰爭，安排權謀應變，這不是回應天變的正道。太守、國相有罪，都乘車飛奔到朝廷，自己反綁雙手接受誅殺，他們是如此地恐懼，而遊說之士卻高談闊論，破壞安定造成危難，能言善辯，使聽者覺得痛快，其實不可聽從。議論政事，就怕阿諛奉承，陰險奸詐、巧言善變，嚴厲刻薄。阿諛奉承，則君主的品德敗壞，陰險奸詐則群臣怨恨，巧言善辯則破壞正道，嚴厲刻薄則傷害恩惠。過去秦穆公不聽從百里奚、蹇叔的勸告，以至於軍隊慘敗，於是悔過自責，痛恨貽誤大事的大臣，想起黃髮老人的話，最終名垂後世。但願陛下您以古為鑑，反覆思考，不要先入為主」。
漢哀帝不接納王嘉的諫言，下詔說：「近來災害不斷，盜賊橫行，戰亂的徵兆，有時十分明顯，沒聽說將軍們對此表示同情和關注，從而選練士卒，修繕兵器。兵器質地粗劣，應當由誰來督察？天下雖然安定，忘記戰爭一定會很危險。請將軍和俸祿中二千石的官吏各薦舉熟悉兵法且有謀略的人一名，推薦能勝任將軍的兩名，到公車署候命。」於是任命孔鄉侯傅晏為大司马卫将军，陽安侯丁明為大司馬骠骑将军。
這天，發生了日食，董賢藉機破壞息夫躬、傅晏的計策。幾天後，朝廷收回傅晏的衛將軍印綬，而丞相、御史大夫也上奏息夫躬的罪過，皇帝因此厭惡息夫躬等人，頒下詔書說：「南陽太守方陽侯孫寵，向來沒有廉潔的名聲，天性殘酷邪惡，毒害百姓。左曹光祿大夫宜陵侯息夫躬，編造欺詐的計策，想要貽誤朝廷。兩人都結交貴戚，奔走權門，以求出名。免去息夫躬、孫寵的官職，遣送回封國居住」。

### 呼號而死
息夫躬回到封國後，由於沒有自己的宅院可居住，便寄居在野外的空亭中。竊賊們認為侯爵一定很富有，因此經常在晚上窺伺他。息夫躬的同鄉，河內掾賈惠前去拜訪息夫躬，教給他詛咒小偷的方術，用桑树東南方的樹枝做成匕首，在上面畫上北斗七星的圖案，息夫躬自己在夜間披散著頭髮，面向北斗，手持匕首時而招引，時而指畫，詛咒盜賊。
有人上書說息夫躬心懷怨恨，譏笑朝廷任用的官吏，觀測星像，觀察天子的吉凶，與巫師一起詛咒。漢哀帝派侍御史、廷尉監逮捕息夫躬，將其關押進雒陽的诏狱。正要拷問他時，息夫躬仰天大呼，接著便倒在地上。官吏前來審訊，有人說喉嚨已經斷氣，血從鼻孔、耳朵流出，過了一頓飯的功夫就死了。息夫躬的同黨與朋友受牽連而被捕的有一百多人。息夫躬的母親名叫聖，因為祭祀灶神詛咒皇上，犯了大逆不道之罪，被處以棄市的刑罰，息夫躬的妻子充漢與家屬被流放到合浦郡。息夫躬平時交情好的同族親屬，都被免官，終身不得再做官。漢哀帝去世後，有關官員上奏說：「方陽侯孫寵和右師譚等人，都策劃奸邪的陰謀，使皇上的至親骨肉獲罪，雖然有詔令赦免，但不應擁有官爵，住在中原。」於是免去孫寵等人的官爵，流放到合浦郡。

## 軼事
起初，息夫躬做待詔時，屢次發表直言不諱的高論，害怕自己因此被人陷害，於是寫下絕命辭說：
|  | 玄雲泱鬱，將安歸兮！鷹隼橫厲，鸞俳佪兮！矰若浮猋，動則機兮！藂棘𢯆𢯆，曷可棲兮！發忠忘身，自繞罔兮！冤頸折翼，庸得往兮！涕泣流兮萑蘭，心結愲兮傷肝。虹蜺曜兮日微，孽杳冥兮未開。痛入天兮鳴謼，冤際絕兮誰語！仰天光兮自列，招上帝兮我察。秋風為我唫，浮雲為我陰。嗟若是兮欲何留，撫神龍兮髓㩜其須。游曠迥兮反亡期，雄失據兮世我思。 |

過了幾年，息夫躬死去，就如絕命辭中所說的一樣。

## 評價
- 鍾惺：息夫躬議論無所避，眾畏其口。此從來小人脅眾深阱，自作護身之術，俱不出此。王嘉謂躬「傾覆有佞邪材」，躬首詆嘉「健而蓄縮」，四字人亦不能合說；折左將軍公孫祿「欲以其犬馬齒保目所見」，曲盡庸臣途遠日暮誤國情狀，正其有口可畏處。至其歷詆公卿大臣，雖小人先發制人之計，然描寫承平臣子庸軟惰安情弊，緩急難恃，千古一轍，可為寒心。而王嘉謂其「諂諛則主德毀，傾險則下怨恨，辯慧則破正道，深刻則傷恩惠」，始終以為不可用，真大臣識微慮遠之言，躬終不能勝正也[3]。
- 班固：昔子翬謀桓而魯隱危，欒書構郤而晉厲弒。竖牛奔仲，叔孫卒，郈伯毀季，昭公逐，費忌納女，楚建走，宰嚭讒胥，夫差喪，李园進妹，春申斃，上官訴屈，懷王執，赵高敗斯，二世縊，伊戾坎盟，宋痤死，江充造蠱，太子殺，息夫作奸，東平誅[1]。

## 延伸閱讀
[在维基数据编辑]
 《漢書/卷045》，出自班固《漢書》